# Майо, Ибан
Ибан Майо (исп. Iban Mayo Diez; род. 19 августа 1977, Юрре, Испания) — испанский профессиональный шоссейный велогонщик, баскского происхождения, победитель этапов Тур де Франс и Джиро д’Италия.

## Биография
Первый профессиональный контракт Майо подписал с баскской командой «Euskaltel-Euskadi» в 2000-м году. Уже спустя год Майо одержал свою первую профессиональную победу, выиграв шестой этап Критериума ду Дофине, который проходил через легендарные перевалы Галибье и Телеграф. Всего в 2001-м году испанец одержал 3 победы, а первый в карьере Гран-тур — Вуэльту завершил на высоком 11-м месте. В следующем году многодневку по дорогам Испании Майо завершил уже пятым, зарекомендовав себя одним из лучших горных гонщиков Испании.
В 2003 году Майо впервые поднялся на подиум классической однодневной гонки, став вторым на легендарной Льеж-Бастонь-Льеж. Кроме этого он выиграл тур по дорогам страны басков, победив на трёх этапах. На Критериуме ду Дофине Майо выиграл 2 этапа, а в общем зачете стал вторым, уступив чуть более минуты Лэнсу Армстронгу. А на Тур де Франс Ибан выиграл этап, завершавшийся финишем в легендарную гору Альп-д'Юэз. Французский тур Майо закончил на шестой итоговой позиции, что стало для него лучшим результатом на Тур де Франс в карьере.
В 2004 году испанец не смог защитить звание победителя Тура Страны Басков, уступив 21 секунду Денису Меньшову. Зато Майо выиграл Вуэльту Астурии, Классику Алькобендаса и Критериум ду Дофине, на котором выиграл два этапа, включая гонку с раздельным стартом до вершины Мон-Ванту, обойдя ближайших конкурентов более чем на полминуты, а Лэнса Армстронга — почти на две. Благодаря этим успехам Майо считался одним из фаворитов предстоящего Тур де Франс, однако на третьем этапе Ибан упал на секции брусчатки, потеряв много времени, а в предгорных этапах заболел инфекционным мононуклеозом и вынужден был покинуть гонку.
В 2005 году особых успехов Майо не добился, зато в 2006 году смог выиграть горный этап Критериума ду Дофине и общий зачёт Вуэльты Бургоса.
2007 год Майо начал в рядах новой команде — Saunier Duval-Prodir, в составе которой впервые принял участие в гонке Джиро д’Италия. Несмотря на итоговую 38-ю позицию Майо одержал индивидуальную победу, выиграв в одиночном отрыве 19-й этап. На Тур де Франс Майо также принимал участие в удачных отрывах — он стал вторым на восьмом этапе до Тиня. Французский тур Ибан завершил 16-м, но после его завершения стало известно, до в допинг пробе испанца обнаружен эритропоэтин. В результате Майо был дисквалифицирован на 2 года, а по истечении срока дисквалификации заявил об окончании карьеры.

## Результаты Гран-туров
|                 | 2000 | 2001 | 2002 | 2003 | 2004 | 2005 | 2006 | 2007   |
| --------------- | ---- | ---- | ---- | ---- | ---- | ---- | ---- | ------ |
| Джиро д’Италия  | —    | —    | —    | —    | —    | —    | —    | 38º    |
| Тур де Франс    | —    | —    | 88º  | 6º   | Сход | 60º  | Сход | Дискв. |
| Вуэльта Испании | —    | 11º  | 5º   | —    | —    | Сход | 35º  | —      |